# Михаил Копанов
Михаил Димчев (Димев) Копанов е български просветен деец и публицист от Македония.

## Биография
Михаил Копанов е роден в 1880 година в Прилеп, тогава в Османската империя. В 1899 година завършва с четиринадесетия випуск Солунската българска мъжка гимназия. Завръща се в Прилеп заедно със съучениците си Михаил Небреклиев, Илия Кепев и Харалампи Попов и работи като български първоначален учител.
Редактор е на литературното списание „Македония“ (по-късно „Македонска зора“), излизало от 1903 до 1904 година в София.
В учебната 1906/1907 година е учител в Солунската мъжка гимназия. След края на учебната година Екзархията е принудена от османските власти да го уволни заради подозрения в революционна дейност.
В 1907 година влиза с изпит в новооткритото юридическо училище Хукук мектеби в Солун.
При избухването на Балканската война в 1912 година е доброволец в Македоно-одринското опълчение в нестроева рота на 11 сярска дружина. Награден е с орден „Свети Александър“.
В 1936 година става председател на редакционния комитет на месечния илюстрован вестник „Български доброволец“, излизал в София.